# Vendula Frintová
Vendula Frintová (Náchod, 4 de septiembre de 1983) es una deportista checa que compitió en triatlón y duatlón.
Ganó dos medallas en el Campeonato Europeo de Triatlón, plata en 2011 y bronce en 2013, y una medalla de plata en el Campeonato de Oceanía de Triatlón de 2011. Además, obtuvo una medalla de bronce en el Campeonato Europeo de Triatlón de Velocidad de 2017.
En duatlón consiguió una medalla de oro en el Campeonato Mundial de 2009 y tres medallas en el Campeonato Europeo entre los años 2004 y 2006.

## Palmarés internacional
| Campeonato Europeo    | Campeonato Europeo         | Campeonato Europeo | Campeonato Europeo |
| Año                   | Lugar                      | Medalla            | Prueba             |
| --------------------- | -------------------------- | ------------------ | ------------------ |
| 2011                  | Pontevedra (España)        | Medalla de plata   | Individual         |
| 2013                  | Alanya (Turquía)           | Medalla de bronce  | Individual         |
| Campeonato de Oceanía |                            |                    |                    |
| Año                   | Lugar                      | Medalla            | Prueba             |
| 2011                  | Wellington (Nueva Zelanda) | Medalla de plata   | Individual         |

| Campeonato Europeo | Campeonato Europeo    | Campeonato Europeo | Campeonato Europeo |
| Año                | Lugar                 | Medalla            | Prueba             |
| ------------------ | --------------------- | ------------------ | ------------------ |
| 2017               | Düsseldorf (Alemania) | Medalla de bronce  | Individual         |

| Campeonato Mundial | Campeonato Mundial       | Campeonato Mundial | Campeonato Mundial |
| Año                | Lugar                    | Medalla            | Prueba             |
| ------------------ | ------------------------ | ------------------ | ------------------ |
| 2009               | Concord (Estados Unidos) | Medalla de oro     | Individual         |
| Campeonato Europeo |                          |                    |                    |
| Año                | Lugar                    | Medalla            | Prueba             |
| 2004               | Swansea (Reino Unido)    | Medalla de plata   | Individual         |
| 2005               | Debrecen (Hungría)       | Medalla de oro     | Individual         |
| 2006               | Rímini (Italia)          | Medalla de bronce  | Individual         |